# Gilbert Sinoué
 (août 2017).
Si vous disposez d'ouvrages ou d'articles de référence ou si vous connaissez des sites web de qualité traitant du thème abordé ici, merci de compléter l'article en donnant les références utiles à sa vérifiabilité et en les liant à la section « Notes et références ».
Œuvres principales
- Le Livre de saphir
- Les Silences de Dieu

Gilbert Sinoué (né Samir-Gilbert Kassab le 18 février 1947 au Caire) est un écrivain de langue française, pratiquant principalement le genre littéraire du roman historique. 

## Biographie
Son père était un Égyptien melkite, c’est-à-dire un chrétien d’Orient de rite grec catholique. Gilbert Sinoué a été éduqué au collège de la Sainte-Famille au Caire. Après ses études et une formation de professeur de guitare classique à l’École normale de musique de Paris-Alfred Cortot, il écrit un de ses premiers grand succès « Toi, la musique et moi » qui sera choisi pour représenter Monaco au concours Eurovision de la chanson en 1976. La chanteuse Mary Cristy arrivera en troisième position. Durant sa carrière musicale il écrira notamment pour les grands des années 1970 et 1980 comme Sheila, Dalida et Claude François.
Il publie plusieurs romans historiques qui reçoivent plusieurs prix. Paru en 1987, La Pourpre et l'Olivier, ou Calixte Ier le pape oublié, remporte le prix Jean d'Heurs comme meilleur roman historique. En 1989, il publie Avicenne ou la route d’Ispahan, biographie romancée du célèbre médecin persan.En 1991, L’Égyptienne, premier tome d’une saga qui décrit une Égypte encore mal connue, celle des XVIIIe et XIXe siècles, remporte le prix littéraire du Quartier latin.
Le Livre de saphir (1996), récit de la quête d’un manuscrit sacré par un trio de lettrés ésotéristes des trois monothéismes en 1492 dans l’Espagne de l’Inquisition et à la veille de la chute de Grenade, a été récompensé du prix des Libraires en 1996. Le Livre de saphir reçoit un succès planétaire, se vend à des centaines de milliers d'exemplaires et est traduit en plus de cinquante langues à travers le monde allant du Japonais à l'Italien. 
En 2004, Les Silences de Dieu reçoit le Grand prix de littérature policière.
Gilbert Sinoué est également scénariste et dialoguiste. L’un de ses romans, Des jours et des nuits a fait l’objet d’une adaptation télévisuelle, en deux parties, mis en scène par Thierry Chabert, avec Stéphane Freiss, Claire Nebout et Caterina Murino dans les rôles principaux. Il a aussi collaboré à l’écriture d’un feuilleton, La Légende des Trois clés, diffusée en décembre 2007. Il a co-écrit la série Les Grands Mythes diffusée depuis 2016 sur la chaîne Arte avec le journaliste François Busnel.

## Chansons
Gilbert Sinoué commence sa carrière d'artiste en commençant à écrire et chanter sous le pseudonyme Gil Ber à la fin des années 1960. Ses chansons réunissent une bonne audience et projettent le jeune chanteur dans un avenir musical certain. C'est au début des années 1970 que Gilbert Sinoué se consacre entièrement à l'écriture de textes. Il est le parolier d'Isabelle Aubret en 1972 pour la chanson Mes souvenirs accompagné de Jeff Barnel. Il écrit de 1970 à 1975 pour des artistes connaissant de grands succès notamment Frank Russel. En 1973 Gilbert Sinoué fait la connaissance de la chanteuse Sheila qui, au début de sa carrière connait déjà une immense popularité. Il écrit pour elle plusieurs chansons notamment Adam et Ève qui devient un des grands titres de l'année 1973. Mais c'est en 1974 que le jeune parolier part à la conquête du monde. Gilbert Sinoué se lance à l'aventure en écrivant pour le chanteur japonais, Kenji Sawada à l'époque non connu du public, un titre qui connaitra un succès planétaire: Mon amour, je viens du bout du monde. Le titre connait un triomphe mondial. Il reste numéro 1 des ventes en France, en Suisse, au Canada, en Autriche, en Grèce, en Norvège, en Belgique ainsi qu'aux Pays-Bas pendant plusieurs mois. 
De 1974 à 1976 Gilbert Sinoué poursuit sa carrière dans une des plus prestigieuses compagnies de production des années disco, Barclay. Il continue d'écrire pour de grands artistes à succès comme Nicole Croisille, Herbert Léonard mais aussi Kenji Sawada.
En 1976 Gilbert Sinoué est contacté par le Concours Eurovision de la chanson. Sa chanson Toi, la musique et moi interprétée par Mary Christy de son vrai nom Marie Ruggeri représentera la principauté de Monaco le samedi 3 avril 1976 à La Haye aux Pays-Bas. La chanson qui connaît déjà un succès national se positionnera en troisième du classement derrière la Française Catherine Ferry ainsi que le groupe Brotherhood of Man représentant le Royaume-Uni. 
À la suite de cette popularité, Gilbert Sinoué, déjà connu du grand public est propulsé au sommet de sa carrière de parolier. C'est en 1976 après une rencontre amicale avec Claude François qu'il écrit La solitude c'est après.
En mars 1977, Gilbert Sinoué ainsi que son ami Jeff Barnel, tous deux natifs d’Égypte se penchent sur un style musical plus tropical. Ils écrivent ensemble Io t'amero qui sera interprété par Shake, et repris par Dalida. Entre 1979 et 1984, Gilbert Sinoué et Jeff Barnel grands amis et proches de la chanteuse Dalida écrivent pour elle une multitude de chansons qui connaitront un succès en France, en Europe ainsi que dans le monde oriental. En 1979 parait la chanson Helwa Ya Baladi écrite par les deux amis. Cette chanson est un des plus gros succès durables du parolier ainsi que de la chanteuse. La chanson, dédiée à sa terre natale, aura un impact encore plus grand dans les pays du Moyen-Orient. Elle est aujourd'hui encore une des chansons les plus écoutées dans le monde arabe. Plusieurs pays comme l'Égypte ou le Liban la qualifient encore d'hymne. La chanson sera enregistrée en français (Comment l'oublier en 1982) et en espagnol (Io t'amero en 1984) et sera également remixée en espagnol pour l'album Le Rêve oriental(1998) et en égyptien pour le « best of Arabian songs » (2009). 
Il continue d'écrire pour la chanteuse italo-égyptienne, Femme en 1983, l'Innamorata et Soleil en 1984. Au même moment, Gilbert Sinoué propose à son ami François Valéry une chanson romantique qui a su se renouveler avec le style des années 1980. C'est en 1983 que la chanson Elle danse Marie est découverte par la France. En parallèle, il écrit et compose les chansons Dessine moi un amour et Ecoute Jacques avec ses amis Tony Rallo et le chanteur compositeur Jean-Claude Pascal . 

## Fin d'une carrière musicale
C'est à partir de 1985 que Gilbert Sinoué se retire lentement de la chanson pour se lancer dans le roman. Il commence l'écriture de son premier succès La Pourpre et l'Olivier. 
'

## Décoration
- Commandeur de l'ordre des Arts et des Lettres[9]

## Œuvres
- La Pourpre et l'Olivier, roman, 1987 - une évocation de la vie de Calixte Ier
- Avicenne ou la Route d'Ispahan, roman, 1989
- L'Égyptienne, roman, 1991
- La Fille du Nil, roman, 1993
- Le Livre de saphir, roman, 1996, Prix des libraires
- Le Dernier Pharaon, biographie, 1997, sur Méhémet Ali - rééd. 2010
- L'Enfant de Bruges, roman, 1999
- À mon fils, à l'aube du Troisième Millénaire, 2000
- Le Livre des sagesses d'Orient, 2000
- Des jours et des nuits, roman, 2001
- L'Ambassadrice, biographie, 2002, sur Emma Hamilton
- Akhenaton, le dieu maudit, 2003
- Les Silences de Dieu, 2004 - Grand prix de littérature policière
- Un bateau pour l'enfer, 2005
- La Reine crucifiée, 2005, sur Inês de Castro
- Le Colonel et l'Enfant-roi, 2006
- Moi, Jésus, 2007
- La Dame à la lampe, 2008
- Erevan, 2009
- Inch' Allah

1. Le Souffle du jasmin, 2010
2. Le Cri des pierres, 2010
3. Les Cinq Quartiers de la Lune, 2016

- Irena Sendlerowa : juste parmi les nations, 2016
- Impressions d'Égypte avec Denis Dailleux, 2011
- 12 femmes d'Orient qui ont changé l'histoire, avril 2011
- L'Homme qui regardait la nuit, 2012
- Les Nuits du Caire, 2013
- La Nuit de Maritzburg, 2014
- L'Aigle égyptien, Nasser, 2015
- Le Petit Livre des grandes coïncidences, 2015
- L'Envoyé de Dieu, 2015
- Le Sabre d'Allah, 2016
- L'Enfant de Troie, 2017
- Averroès ou le Secrétaire du diable, 2017
- Le Royaume des Deux-Mers, 2018
- Moi Jérusalem, 2019
- Le Faucon, 2020
- L'Île du couchant, 2021
- Le Prince aux deux visages, 2021
- Le Bec de Canard, 2022. Suite de L'Île du couchant.

## Prix
- Prix Jean d'Heurs du roman historique 1987 pour La Pourpre et l'Olivier[10]
- Prix des libraires 1996 pour Le Livre de saphir[11]
- Grand prix de littérature policière 2004 pour Les Silence de Dieu[12]